# Барон Вернон
Лорд Вернон (англ. Baron Vernon) из Киндертона в графстве Чешир — наследственный титул в системе Пэрства Великобритании.

## История
Титул барона Вернона был создан 12 мая 1762 года для бывшего члена парламента Джорджа Венэйблса-Вернона (1707—1780). Ранее он представлял в Палате общин Великобритании Личфилд (1731—1747) и Дерби (1754—1762). Родился как Джордж Вернон, он был сыном Генри Вернона, из Садбери в графстве Дербишир, и Энн Пиготт, дочери и наследницы Томаса Пиготта и Мэри Венэйблс, сестра и наследница сэра Питера Винэйблеса, барона Киндертона в Чешире. В 1728 году он получил королевское разрешение на дополнительную фамилию «Венэйблс».
Лорд Вернон был женат три раза. Его третьей женой была Марта Харкорт, внучка Саймона Харкорта, 1-го виконта Харкорта (1661—1727). Их третий сын, Эдвард Харкорт (1757—1847), архиепископ Йоркский (1808—1847), унаследовал семейное поместье Харкорт после смерти своего двоюродного брата, Уильяма Харкорта, 3-го графа Харкорта (1743—1830), и получил королевское разрешение на фамилию «Харкорт», став Вернон-Харкорт.
Лорду Вернону наследовал его сын от первого брака с достопочтенного Мэри Говард, Джордж Венэйблс-Вернон, 2-й лорд Вернон (1735—1813). Он представлял в Палате общин Уэбли (1757—1761), Брамбер (1762—1768) и Гламорганшир (1768—1780), затем стал старшим либеральным «кнутом» в Палате лордов.
Его сводный брат, Генри Венэйблс-Вернон, 3-й барон Вернон (1747—1829), был старшим сыном Марты Харкорт. Его сын, Джордж Чарльз Венэйблс-Вернон, 4-й барон Вернон (1779—1835), женился на Фрэнсис Уоррен Мэри, дочери адмирала сэра Джона Борлэза Уоррена, 1-го баронета (1753—1822). Его сын, Джордж Джон Венэйблс-Вернон, 5-й барон Вернон (1803—1866), представлял в Палате общин Дербишир (1831—1832) и Южный Дербишир (1832—1835). В 1837 году он принял дополнительную фамилию «Уоррен».
Его внук, Джордж Уильям Генри Венэйблс-Вернон, 7-й барон Вернон (1854—1898), служил капитаном Корпуса офицеров почётного эскорта (1892—1894) в либеральной администрации Уильяма Гладстона. После смерти в 2000 году его внука, Джона Лоуренса Венэйблса-Вернона, 10-го барона Вернона (1923—2000), эта линия семьи прервалась. Ему наследовал его дальний родственник, Энтони Уильям Вернон-Харкорт, 11-й барон Вернон (род. 1939), потомок адмирала Фредерика Эдварда Вернона-Харкорта, четвертого сына Эдварда Харкорта, архиепископа Йоркского.
Фамильный дом баронов Вернон — Садбери Холл в окрестностях Уттоксетера в графстве Дербишир, который в 1967 году 10-й барон Вернон передал Национальному фонду Великобритании.

## Бароны Вернон (1762)
- 1762—1780: Джордж Венэйблс-Вернон, 1-й барон Вернон (9 февраля 1707 — 21 августа 1780), сын Генри Вернона (ок. 1687—1718)[1];
- 1780—1813: Джордж Венэйблс-Вернон, 2-й барон Вернон (9 мая 1735 — 18 июня 1813), единственный сын предыдущего от первого брака[2];
- 1813—1829: Генри Венэйблс-Вернон, 3-й барон Вернон (17 апреля 1747 — 20 марта 1829), сводный брат предыдущего[3];
- 1829—1835: Джордж Чарльз Венэйблс-Вернон, 4-й барон Вернон (4 декабря 1779 — 18 ноября 1835), единственный сын предыдущего от первого брака[4];
- 1835—1866: Джордж Джон Венейблс-Вернон, 5-й барон Вернон (22 июня 1803 — 31 мая 1866), единственный сын предыдущего[5];
- 1866—1883: Огастес Генри Венэйблс-Вернон, 6-й барон Вернон (1 февраля 1829 — 1 мая 1883), старший сын предыдущего[6];
- 1883—1898: Джордж Уильям Генри Венэйблс-Вернон, 7-й барон Вернон (25 февраля 1854 — 15 декабря 1898), старший сын предыдущего[7];
- 1898—1915: Джордж Фрэнсис Огастес Венэйблс-Вернон, 8-й барон Вернон (28 сентября 1888 — 10 ноября 1915), старший сын предыдущего[8];
- 1915—1963: Фрэнсис Лоранс Уильям Венэйблс-Вернон, 9-й барон Вернон (6 ноября 1889 — 18 марта 1963), младший брат предыдущего[9];
- 1963—2000: Джон Лоранс Венэйблс-Вернон, 10-й барон Вернон (1 февраля 1923 — 19 августа 2000), единственный сын предыдущего[10];
- 2000 — настоящее время: Энтони Уильям Вернон-Харкорт, 11-й барон Вернон (род. 29 октября 1939), единственный сын полковника Уильяма Рональда Дэниса Вернона-Харкорта (1909—1999), внук Левесона Уильяма Вернона-Харкорта (1871—1909), правнук Левесона Фрэнсиса Вернона-Харкорта (1839—1907), второго сына адмирала Фредерика Эдварда Вернона-Харкорта (1790—1883)[11];
  - Наследник титула: достопочтенный Саймон Энтони Вернон-Харкорт (род. 24 августа 1969), старший сын предыдущего[12].